# Enoplea
Enoplea (enopleanos)  é uma classe, que com as classes Secernentea e Chromadorea compõem o filo Nematoda na taxonomia atual. Os Enoplea são considerados um grupo mais ancestral do que os Chromadorea, e os pesquisadores se referem a seus membros como os "nematóides divergentes ancestrais", em comparação com os "nematóides divergentes mais recentemente" de Chromadorea.

## Descrição
O Enoplea distingue-se do Chromadorea por uma série de características. O esôfago enopleano é cilíndrico ou "em forma de garrafa", comparado ao esôfago cromadoriano bulboso. Enopleanos tem amphids parecidos a bolsos, enquanto chromadoreanos tem amphids em forma de fendas, poros, bobinas, ou espirais. Um enopleano é liso ou marcado com linhas finas, enquanto um cromadoriano pode ter anéis, projeções ou cerdas. O sistema excretor enopleano é simples, às vezes constituído por uma única célula, enquanto os cromadores possuem sistemas tubulares mais complexos, às vezes com glândulas.

## Taxonomia
A análise filogenética do filo Nematoda sugere três clados basais distintos, os dorylaims, enoplids e chromadorids. Estes representam os Clades I, II e C+S de Blaxter (1998). Destes, os dois primeiros parecem ter status de clado irmão, permitindo a resolução em duas classes, Enoplea e Chromadorea, e a divisão do primeiro em duas subclasses correspondentes aos Clades I e II, respectivamente, Enoplia e Dorylaimia.

### Subdivisão
Duas subclasses são divididas em ordens.
- Subclasse Enólia
  - Ordem Enoplida
  - Ordem Trefusiida
  - Ordem Triplonchida
- Subclasse Dorilaimia
  - Ordem Dorylaimida
  - Ordem Mermitida
  - Ordem Mononchida
  - Ordem Dioctophymatida
  - Ordem Trichinellida
  - Ordem Isolaimida
  - Ordem Muspiceida
  - Ordem Marimermitida

## Ecologia
Várias ordens de enopleanos são principalmente animais de água doce, e várias incluem espécies marinhas.
Muitos enopleanos são parasitas de plantas e animais, incluindo humanos. As ordens Triplonchida e Dorylamida incluem nematóides fitoparasitários que são vetores de patógenos de plantas. As ordens Mermithida e Marimermithida incluem parasitas de invertebrados. As ordens Dioctophymatida, Trichinellida e Muspiceida incluem parasitas de vertebrados como aves e mamíferos. Exemplos são Trichinella spiralis, um nematoide conhecido por causar triquinose em humanos que o consomem em carne de porco mal cozida, Haycocknema perplexum que pode ser fatal para humanos e tricurídeos (gênero Trichuris ), que são parasitas de mamíferos, incluindo gatos, cães e humanos.